# 17653 Bochner
17653 Bochner (1996 VM2) là một tiểu hành tinh vành đai chính được phát hiện ngày 10 tháng 11 năm 1996 bởi P. G. Comba ở Prescott.